# Ускляй

Ускляй — река в России, протекает в Рузаевском районе Республики Мордовия. Устье реки находится в 126 км по правому берегу реки Инсар. Длина реки составляет 13 км. 
Исток реки в Медведовском лесу около разъезда Медведовка на границе с Пензенской областью. Течёт на северо-восток, протекает деревню Ускляй, посёлок Плодопитомнический и село Архангельское Голицыно. Ниже села впадает в Инсар на границе городского округа Саранск и в 6 км восточнее центра Рузаевки. 

## Данные водного реестра
По данным государственного водного реестра России относится к Верхневолжскому бассейновому округу, водохозяйственный участок реки — Алатырь от истока и до устья, речной подбассейн реки — Сура. Речной бассейн реки — (Верхняя) Волга до Куйбышевского водохранилища (без бассейна Оки).
По данным геоинформационной системы водохозяйственного районирования территории РФ, подготовленной Федеральным агентством водных ресурсов:
- Код водного объекта в государственном водном реестре — 08010500212110000038338
- Код по гидрологической изученности (ГИ) — 110003833
- Код бассейна — 08.01.05.002
- Номер тома по ГИ — 10
- Выпуск по ГИ — 0